# Ralph Greenson
Ralph Greenson (né Romeo Samuel Greenschpoon le 20 septembre 1911 et mort le 24 novembre 1979), est un psychiatre et psychanalyste américain qui a, entre autres, traité Marilyn Monroe, Tony Curtis, Frank Sinatra et Vivien Leigh.

## Biographie
Il a fait ses études de médecine en Suisse et a été analysé par Wilhelm Stekel à Vienne puis par Otto Fenichel à Los Angeles. Son rôle de « psychanalyste d'Hollywood » lui a valu admiration, critiques et polémiques,.

## Œuvres
- Ralph Greenson, Technique et pratique de la psychanalyse, Paris, PUF, 1977,  (ISBN 2-13-034240-X)
- (en) Ralph R. Greenson, The Technique and Practice of Psychoanalysis. Vol. I, New York: International Universities Press, Inc., 1967.
Le volume II de cet ouvrage a été rédigé en sa mémoire (voir plus dans la bibliographie)
- (en) Explorations in Psychoanalysis: By Ralph R. Greenson, M.D. New York: International Universities Press, Inc., 1978.

## Dans la fiction
- Michel Schneider, Marilyn dernières séances, Paris, Grasset, 2006,  (ISBN 2-246-70371-9)
Roman sur ses rapports à son psychanalyste, prix Interallié